# St. Anna (Leogang)

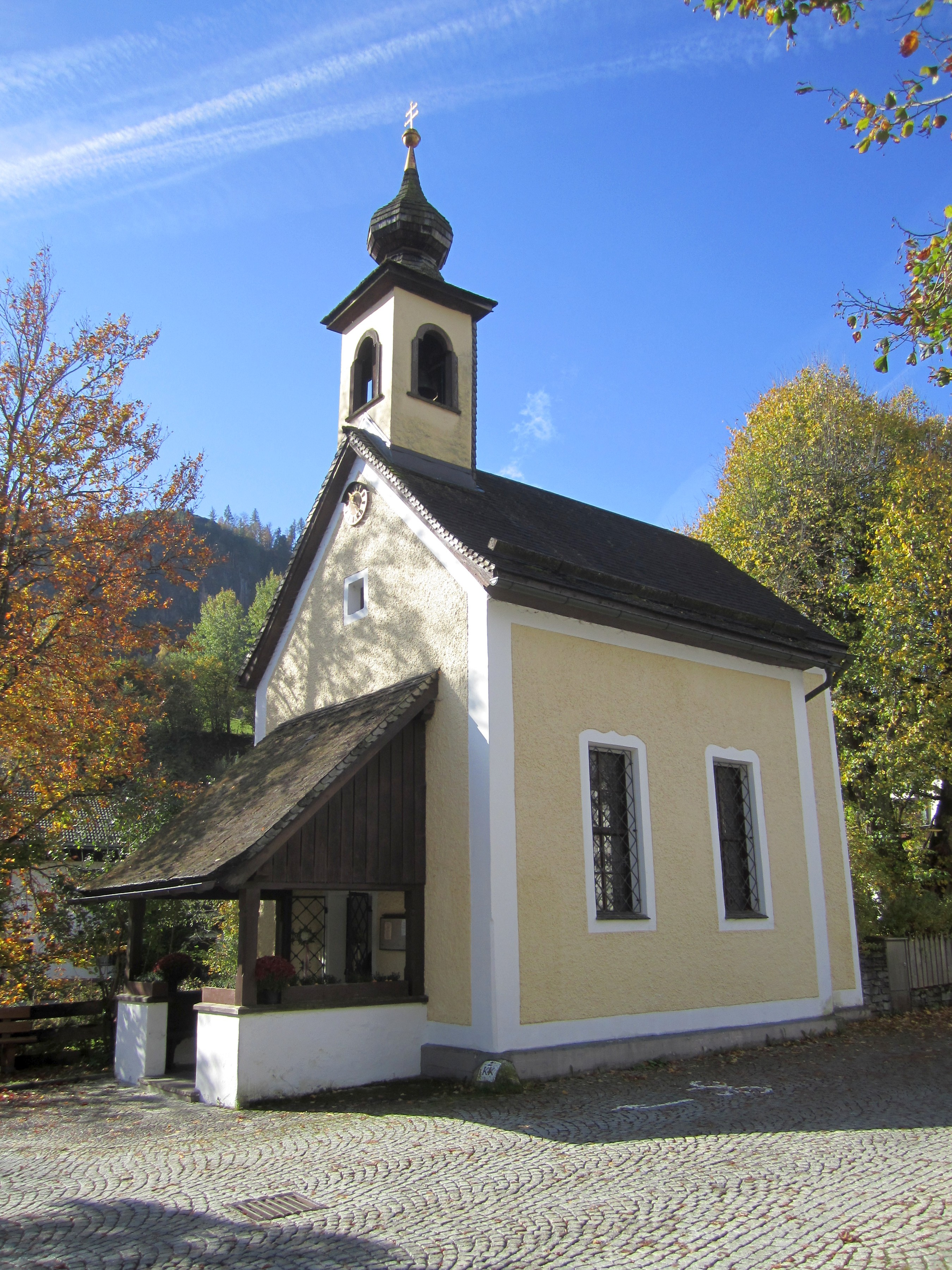
Knappenkapelle St. Anna in Leogang

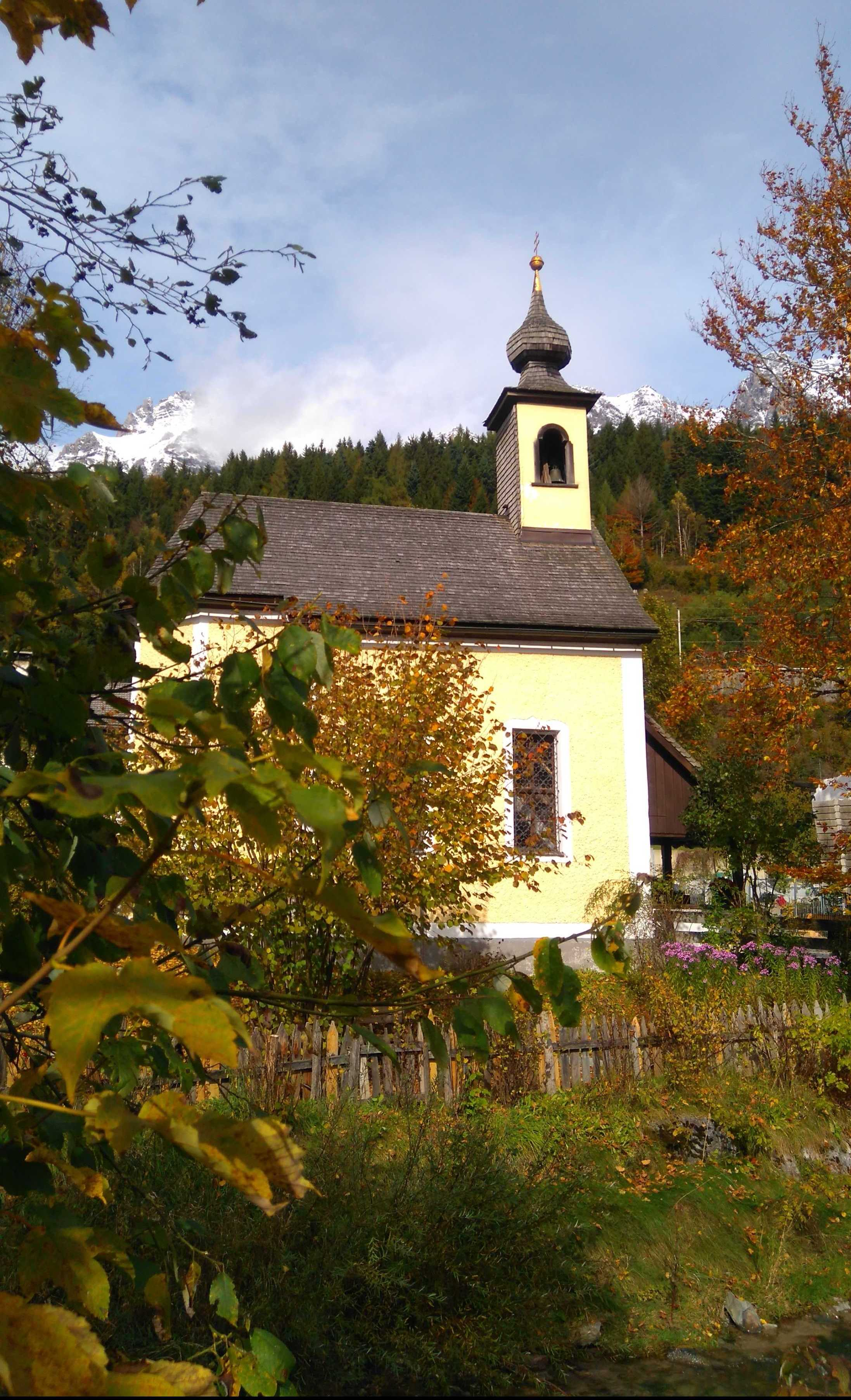
Knappenkapelle St. Anna mit Blick zu den Leoganger Steinbergen

St. Anna ist eine Knappenkapelle in dem zur Gemeinde Leogang im Bundesland Salzburg gehörigen Bergbaudorf Hütten im Bezirk Zell am See in Österreich. Sie steht unter Denkmalschutz (Listeneintrag).

## Lage
Die Leoganger Knappenkapelle liegt direkt im Ortszentrum am Dorfplatz von Hütten an der Brücke über die Leoganger Ache, die südlich der Kapelle vorbeifließt. Unmittelbar benachbart sind das Bergbau- und Gotikmuseum Leogang und die Kaiser-Franz-Joseph-Jubiläumslinde.

## Geschichte
Die Knappenkapelle St. Anna in Hütten wurde in den Jahren 1769/70 im Auftrag und auf Kosten des Salzburger Fürsterzbischofs Sigismund III. Christoph Graf Schrattenbach anstelle eines abgetragenen Vorgängerbaues errichtet, nachdem dieser die Leoganger Bergwerke käuflich erworben hatte.
Die Kapelle steht unter dem Patrozinium der Großmutter Christi und Mutter Mariens, der Heiligen Anna, der europäischen Silberheiligen. Die letzte grundlegende Restaurierung der Kapelle fand 1982/83 statt.

## Ausstattung
Als wertvolle Besonderheit verfügt die Annakapelle über einen einteiligen Bergaltar. Dieser ist nach Angaben vor Ort – neben den beiden Flügelaltären in Annaberg (Sachsen) und Gossensaß (Südtirol) – einer von drei Bergaltären in Europa. Er zeigt im unteren Teil das Bergbaudorf Hütten mit einem Stollenmundloch, aus dem ein Bergknappe einen Hunt herausschiebt. Darüber befinden sich mehrere Bergbauheilige, darunter St. Barbara mit dem Kelch. Dargestellt ist auch der Heilige Florian, der sich mit seiner linken Hand auf eine rot-weiß-rot-gestreifte Flagge stützt und mit der rechten Hand Wasser auf ein teilweise brennendes Huthaus der Bergleute gießt, um den Brand zu löschen.

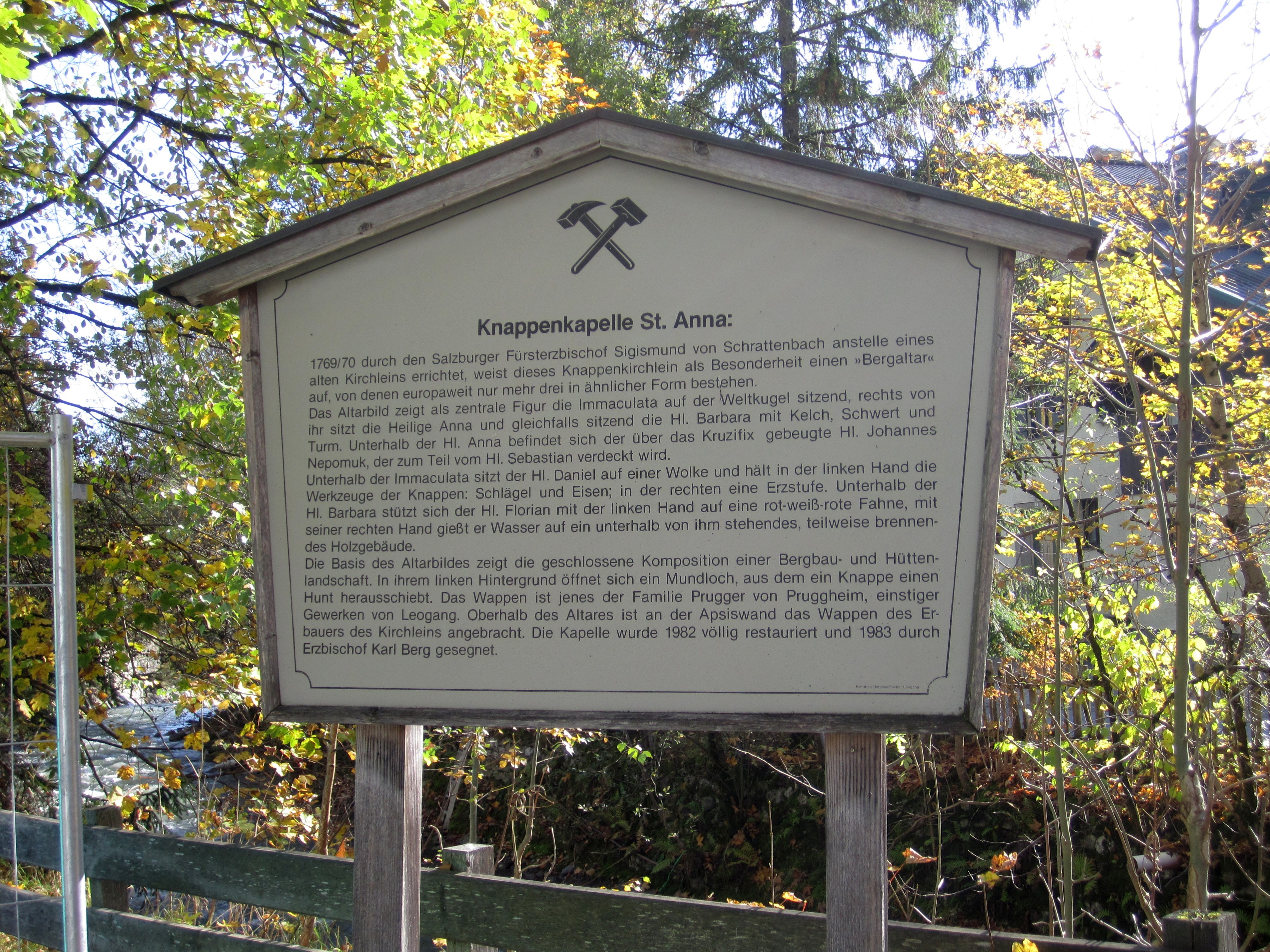
Erläuterungstafel vor der Kapelle
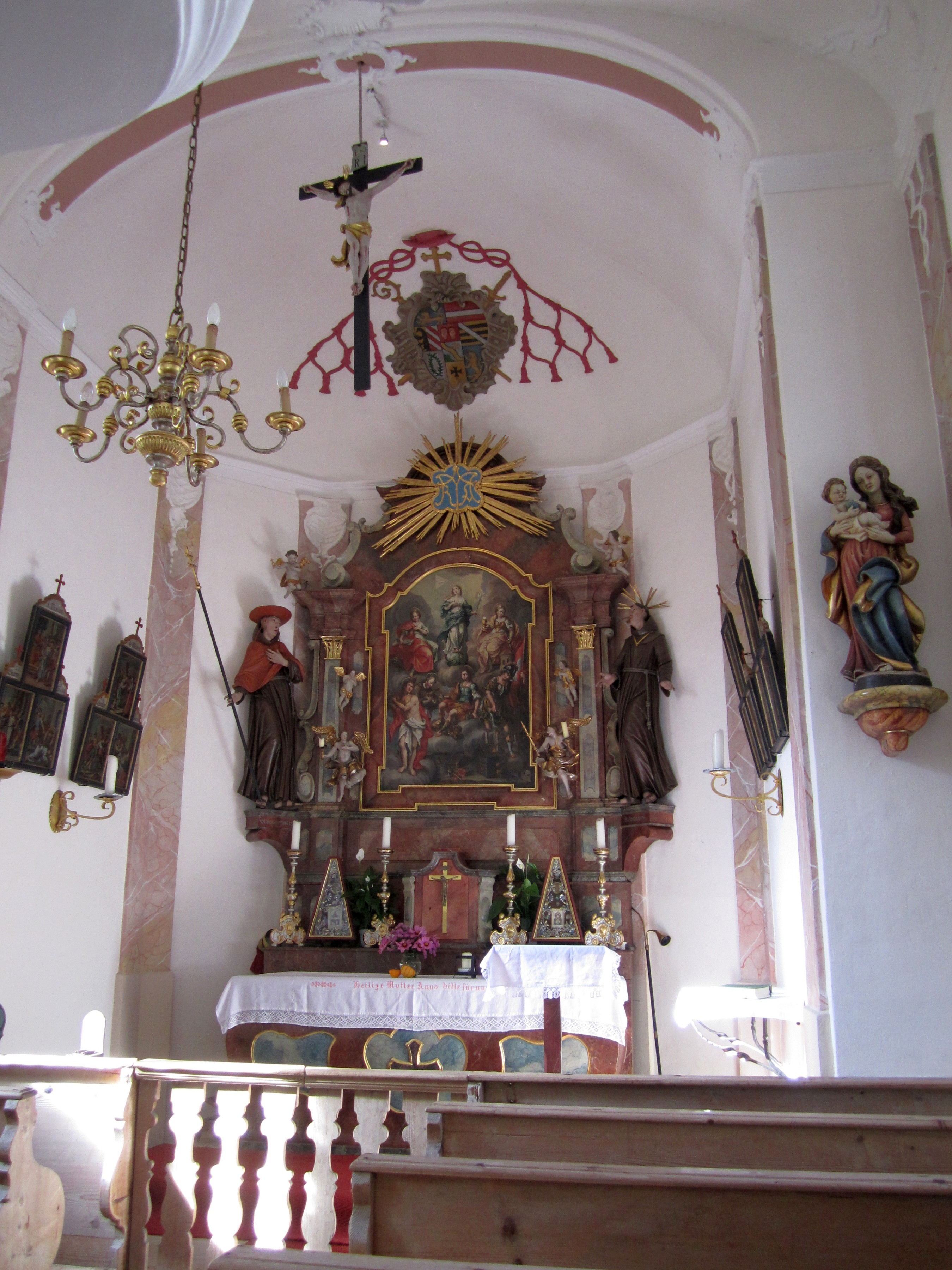
Innenraum
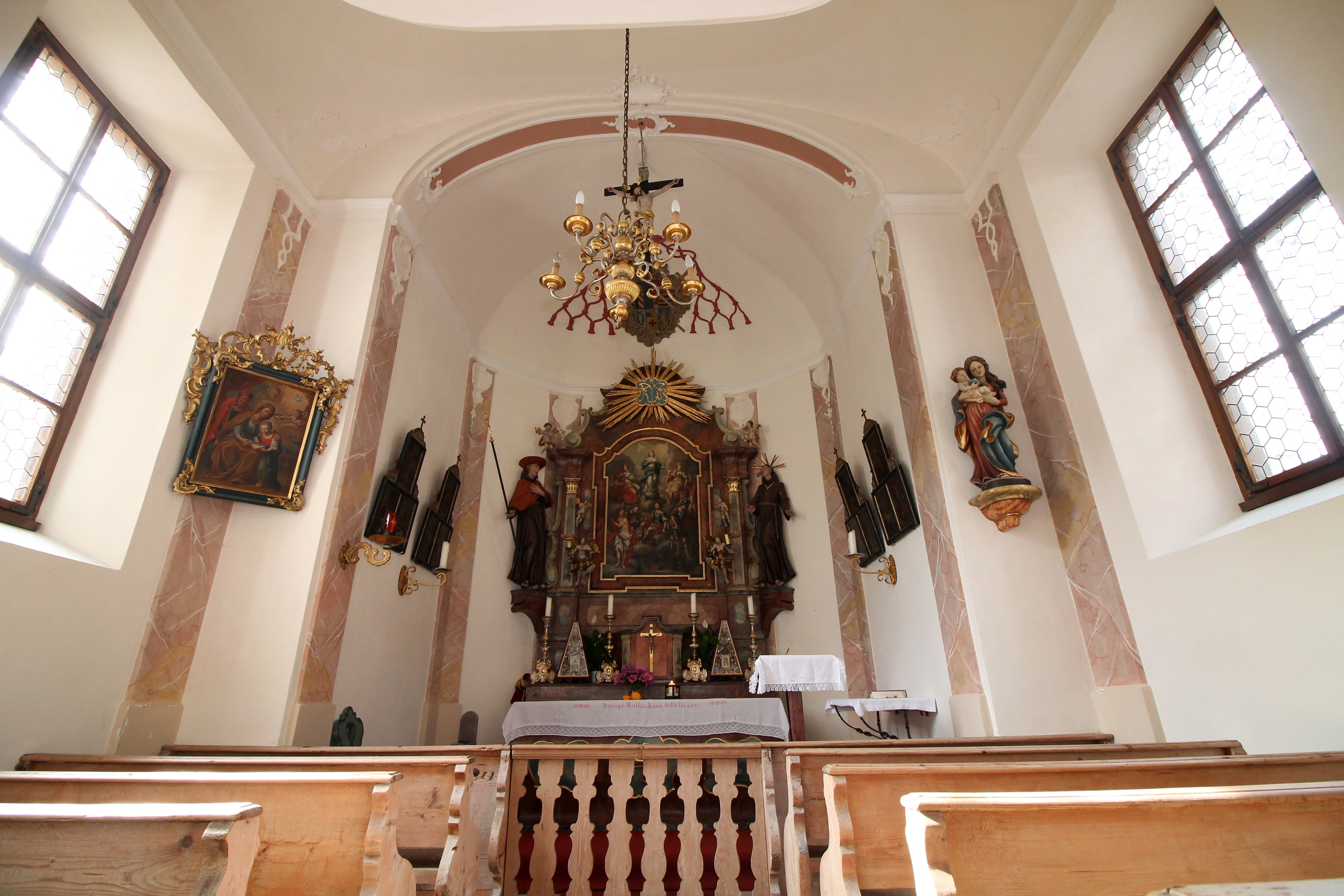
Innenraum
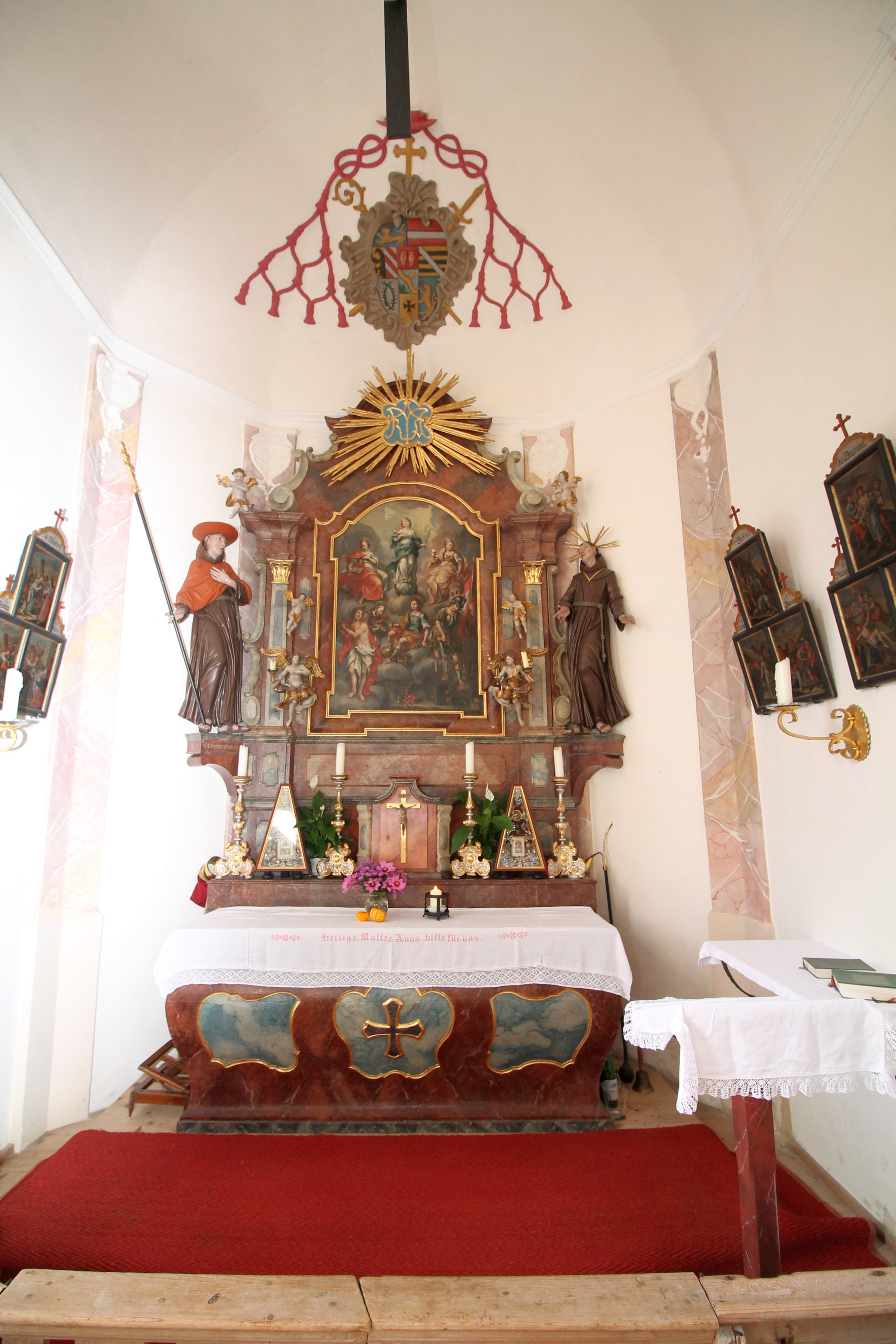
Innenraum
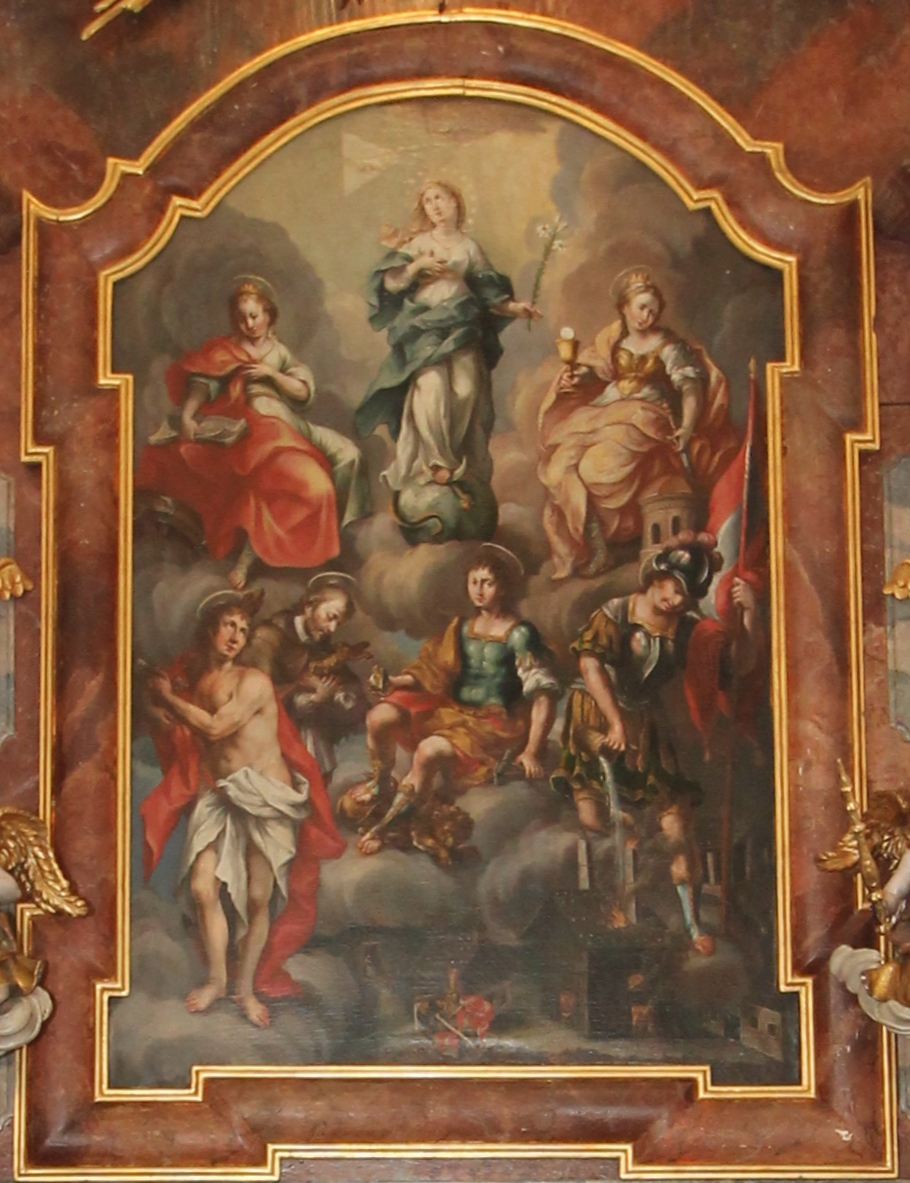
Altarbild
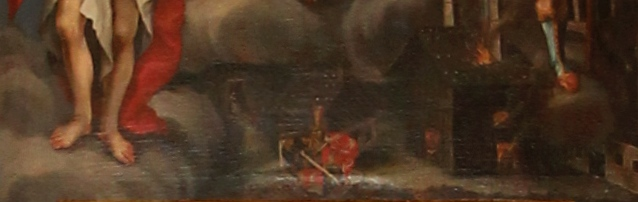
Altarbild (Detail)
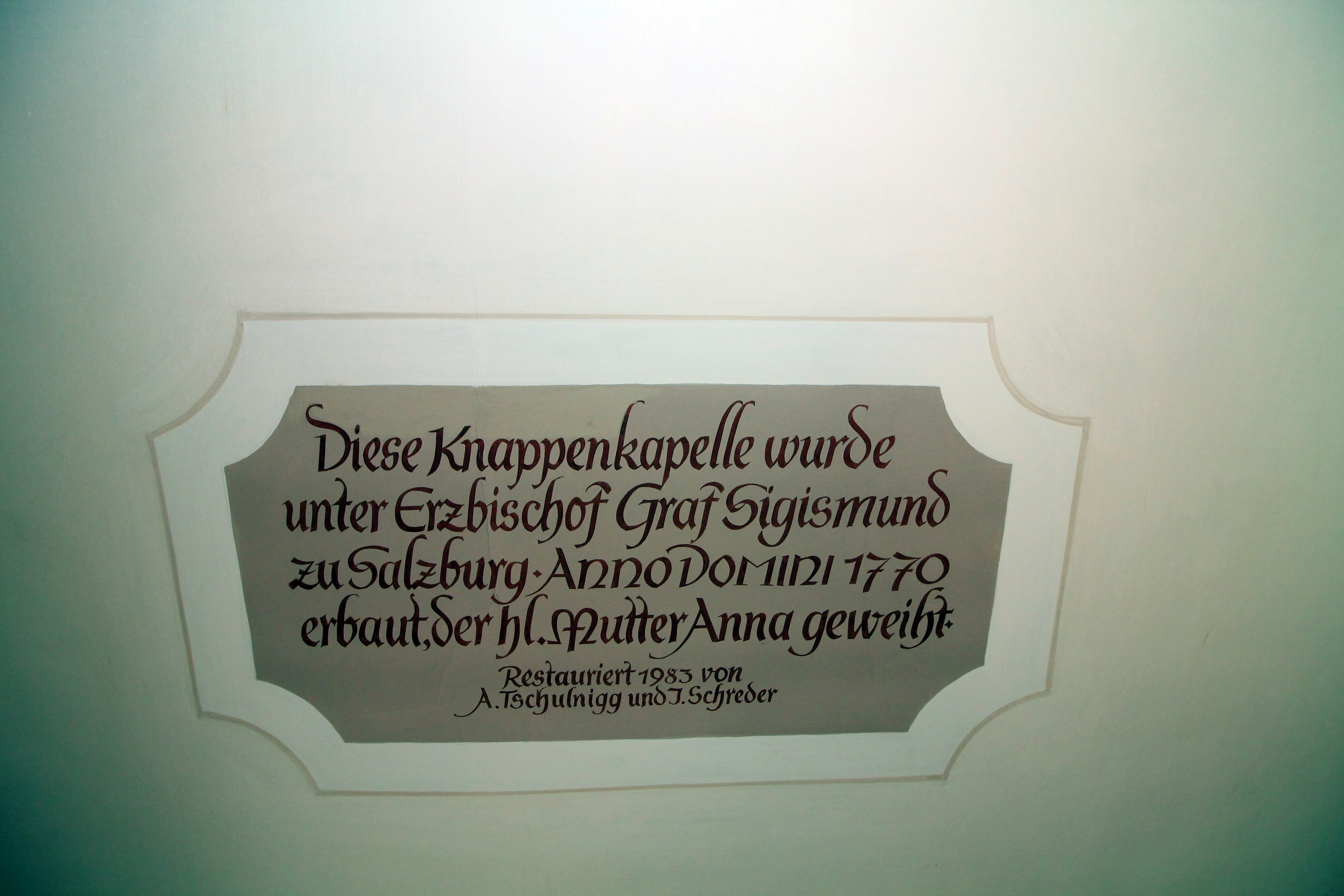
Beschriftung zur Restaurierung an der Decke

## Annafest
Jährlich wird am 26. Juli in Hütten des Annafest begangen, in dem die Knappenkapelle im Mittelpunkt steht.

## Schaubergwerk
Etwa 5 km südwestlich der Knappenkapelle liegt im Leoganger Ortsteil Schwarzleo das Schaubergwerk Leogang, in dem noch heute Eindrücke vom mittelalterlichen und frühneuzeitlichen Bergbau gesammelt werden können.